# تپه اولی قیه
تپه اولی قیه مربوط به عصر آهن است و در شهرستان مشگین‌شهر، بخش مشکین شرقی، دهستان قره سو، روستای دده بیگلو واقع شده و این اثر در تاریخ ۱۲ دی ۱۳۸۶ با شمارهٔ ثبت ۲۰۳۲۵ به‌عنوان یکی از آثار ملی ایران به ثبت رسیده است.